# Dracula polyphemus
Dracula polyphemus là một loài lan.